# اسید پریستانیک
اسید پریستانیک (به انگلیسی: Pristanic acid) با فرمول شیمیایی C۱۹H۳۸O۲ یک ترکیب شیمیایی با شناسه پاب‌کم ۱۲۳۹۲۹ است. که جرم مولی آن ۲۹۸٫۵۰۴ g/mol می‌باشد. 